# Sonnental
Sonnental je naselje v Občini Vrba na Koroškem v Okraju Beljak-dežela na Koroškem v Avstriji.